# Leon Russell
Claude Russell Bridges, známý jako Leon Russell (2. dubna 1942, Lawton, Oklahoma, USA – 13. listopadu 2016 Nashville, Tennessee) byl americký zpěvák, pianista, kytarista, baskytarista a hudební skladatel. 
V roce 2010 vydal společně s Eltonem Johnem album The Union. V roce 2011 byl uveden do Rock and Roll Hall of Fame. Jeho skladbu A song for you nazpívala v roce 2006 s českým textem Pavla Vrby pod názvem Zpívám jednu píseň dál a dál zpěvačka Jitka Zelenková. Později (2011) skladbu se stejným textem nazpíval také Karel Gott.